# Haig Open Invitational
O Haig Open Invitational foi uma competição masculina de golfe no PGA Tour, que foi realizada em 1968 na Mesa Verde Country Club, na Costa Mesa, Califórnia. O jogador oklahomense de golfe Bob Dickson, aos 24 anos, venceu o evento com duas tacadas de vantagem sobre Chi-Chi Rodríguez.

## Campeão
- 1968 Bob Dickson